# NGC 6032
NGC 6032 este o galaxie spirală situată în constelația Hercule. A fost descoperită în 9 iunie 1880 de către Édouard Stephan⁠(d). Se află la o distanță de 66,1 de megaparseci de Pământ.